# Brabham BT37
O BT37 é o modelo da Brabham das temporadas de 1972 e 1973 da F1. Foi guiado por: Graham Hill, Carlos Reutemann, Wilson Fittipaldi Júnior, Andrea de Adamich e John Watson.